# 愛知万博の開会式
愛知万博の開会式（あいちばんぱくのかいかいしき 英:Expo 2005 Opening Ceremony）とは、2005年日本国際博覧会「愛・地球博」の開会式である。

## 概要
開幕前日の2005年（平成17年）3月24日に、長久手会場のEXPOドームで行われた。開会式の音楽監督は、地元愛知県出身で作曲家・編曲家・音楽プロデューサーの渡辺俊幸。
- 第1部: 式典
- 第2部: 愛・地球シンフォニー
- 第3部: ようこそ、愛・地球博
- 司会: 阿部渉NHKアナウンサー
- 音楽監督: 渡辺俊幸
- 演奏: EXPOスーパーワールドオーケストラ
- 指揮: 佐渡裕
- 合唱: 名古屋少年少女合唱団他
- 国歌独唱: 佐藤しのぶ
- 中継: NHK総合テレビ、デジタル衛星ハイビジョン、ラジオ第1（いずれも選抜高校野球を中断して放送した。ただし、開会式終了後、大相撲中継に移行。選抜高校野球の放送はNHK教育テレビで試合終了まで放送。）
- テレビ中継実況: 石井麻由子

## 第1部:式典
午後1時57分、開会式公式テーマ曲『愛・未来』（作曲 渡辺俊幸）が佐渡裕指揮EXPOスーパーワールドオーケストラによって演奏される中、明仁天皇・皇后美智子・皇太子徳仁親王名誉総裁（いずれも当時）が臨場。その後、司会者、出演者紹介。
式典開始の合図は、銅鐸の響きで開始。中村利雄協会事務総長が開式の辞の後、陸上自衛隊中央音楽隊によるファンファーレ演奏。国旗・BIE旗・博覧会旗の掲揚の後、X JAPANのYOSHIKIの指揮による公式イメージソング「I'll Be Your Love」の演奏で、ボーイスカウト愛知連盟のベンチャースカウトが持つ参加121ヶ国の国旗、4つの国際機関旗が入場した。
演奏終了後、高野山にある2つの鐘と孟暁亮による編鐘の演奏。続けて、豊田章一郎協会会長、神田真秋愛知県知事、小泉純一郎内閣総理大臣（いずれも当時）が挨拶。その後、BIE呉建民議長が祝辞を述べ、祝典曲を陸上自衛隊中央音楽隊が演奏の後、天皇が「おことば」を述べた。その後、二足歩行ロボットが登場の後、徳仁親王がスイッチオンした。政府出展事業総合監督の渡辺貞夫作曲の「Share the World ～こころつないで～」を演奏・合唱し、第1部は終了した。

## 第2部:愛・地球シンフォニー
- ホルスト作曲：組曲「惑星」より木星
- ショパン作曲：ノクターン「遺作」ピアノ演奏:フジ子・ヘミング
- ストラヴィンスキー作曲：「火の鳥」バレエ:宮内真理子

## 第3部:ようこそ、愛・地球博
主に、日本舞踊の西川一雅、狂言師の四世野村小三郎が登場した。また、NHKにほんごであそぼのKONISHIKI、神田山陽も登場。浜崎あゆみも登場し、同時多発テロのチャリティーのために作られた曲「A Song is born」を熱唱した。
フィナーレには2004年のノーベル平和賞を受賞したワンガリ・マータイを捧げる歌「マザーアース」を森山良子が歌い、ダウン症の障害を持つダンスグループLOVE JUNXと踊り、中村事務総長が閉式の辞をし終了した。